# Absolute Dance opus 22
Absolute Dance opus 22, kompilation i serien Absolute Dance udgivet i 1998.

## Spor
1. 666 – "Paradoxx" (New Radio Mix)
2. Infernal – "Kalinka" (Kosak Radio Mix)
3. Drömhus – "Ge Upp"
4. Stardust – "Music Sounds Better With You" (Radio Edit)
5. Dr. Bombay – "Calcutta (Taxi, Taxi, Taxi)"
6. Spacedust – "Gym And Tonic" (Radio)
7. Bus Stop feat. Randy Bachman – "You Ain't Seen Nothin' Yet" (Radio Edit)
8. Faithless – "God Is A DJ" (Serious Danger Remix)
9. Novy vs. Eniac – "Someday – Somewhere" (Radio Edit)
10. D'Sound – "Down On The Street" (Radio Version)
11. Antiloop – "Believe" (Radio Version)
12. Ace Of Base – "Travel To Romantis" (Radio Edit Faded Version)
13. Miami – "Angel On Fire" (Sunny Face Mix)
14. Niels Van Gogh – "Pulverturm" (Radio Edit 1)
15. Graaf – "You Got (What I Want)" (Radio Edit)
16. Pat Jam – "Master And Slave" (Radio Version)
17. Point – "Let's Fly Away" (Radio Version)
18. Nu Hope feat. Moon – "Help"
19. Solid Base – "The Right Way"
20. Los Umbrellos – "Gigolo" (C&J Extended Mix)